# Zöbigker (Mücheln)
Zöbigker ist eine moderne Wüstung im Landkreis Saalekreis in Sachsen-Anhalt. Sie wurde durch den Braunkohleabbau im Geiseltal zerstört.

## Geographische Lage
Zöbigker lag im oberen Geiseltal nordöstlich von Mücheln. Nachbarorte waren Gehüfte im Westen, Zorbau im Norden, Möckerling im Osten und Mücheln im Südwesten. Die ehemalige Ortsflur liegt heute im Südwesten des Geiseltalsees.

## Geschichte
Zöbigker (andere Schreibweise: Zörbigker) war wahrscheinlich wie das benachbarte Zorbau eine slawische Siedlung, jedoch ähnelte der Ort von der Anlage her eher einem germanischen Weiler. Als einzige der kleineren Ortschaften um Mücheln wird Zöbigker im Hersfelder Zehntverzeichnis genannt, mit dem Namen Zebechuri. Später als Czebiker bezeichnet, kam der Ort im späten Mittelalter in den Besitz der Edlen von Querfurt. Über diese fiel Zöbigker zurück an die Landgrafen von Thüringen und Herzöge zu Sachsen aus dem Haus Wettin. 1496 wird ein Erhard Hecker genannt, welcher zu Zcobeker eine Wiese innehatte.
1485 wurden die Brüder Bernhardt, Hansen, Balthasar und Melchior von Breitenbauch mit acht Höfen in Eptingen belehnt. Weiterhin erhielten sie je vier Höfe in Zcorbow (Zorbau) und Zcebicker (Zöbigker) zu Lehen. 1515 hatten die Brüder Bernhardt und Wolf von Breitenbauch das Lehen über die sogenannten Lämmermühle und eine andere Mühle in Zorbau. Das Filial von Zöbigker hatte noch 1540 der von Breitenbauch zu Stöbnitz als Kollator, anschließend wurde Zöbigker zu Zorbau geschlagen, mit der Bemerkung, dass es ehemals eine eigene Pfarre gewesen sei. Ein Simon Bruhn war damals der Pfarrer zu Zorbau, Eptingen, Gehüfte und Stöbnitz. 1554 wurden die Brüder Hans und Melchior und ihr Vetter Wolf von Breitenbauch mit dem Kirchlehen Zöbigker belehnt. 1589 besaßen die von Behrs den Siedelhof in Zöbigker. 1668 wurde in einem kleinen Wald in Ortsnähe erstmals der Abbau von Braunkohle im Geiseltal erwähnt.
Die romanische Dorfkirche Zöbigker wurde im 18. Jahrhundert umgebaut.
Zöbigker gehörte bis 1815 zum wettinischen, später kursächsischen Amt Freyburg. Durch die Beschlüsse des Wiener Kongresses kam der Ort zu Preußen und wurde 1816 dem Kreis Querfurt im Regierungsbezirk Merseburg der Provinz Sachsen zugeteilt, zu dem er bis 1944 gehörte.
Um das Jahr 1900 zählte Zöbigker 16 Haushalte. Im Dorf befanden sich ein Rittergut (Besitzer: Karl Braun), eine Gastwirtschaft, eine Mühle und eine Schmiede. 1927 hatte Zöbigker 476 Einwohner, die in 123 Haushalten lebten.
Am 1. Oktober 1929 wurde Zöbigker in die Stadt Mücheln eingemeindet. Während des Zweiten Weltkriegs wurde die Dorfkirche im Jahr 1944 bei einem Luftangriff schwer beschädigt. Im Zuge des Braunkohleabbaus im Geiseltal wurde Zöbigker im Jahr 1968 umgesiedelt und 1975 abgebaggert (devastiert).